# Catephiodes trinidadensis
Catephiodes trinidadensis är en fjärilsart som beskrevs av William James Kaye 1901. Catephiodes trinidadensis ingår i släktet Catephiodes och familjen nattflyn. Inga underarter finns listade i Catalogue of Life.